# David Lerner
David Lerner (* 23. November 1951 in New York; † 1. Juli 1997 in San Francisco, Kalifornien) war ein US-amerikanischer Lyriker, Verleger und Journalist.

## Leben
In Brooklyn geboren, wuchs Lerner dort und in Queens auf, bevor er im Alter von 21 nach Kalifornien zog. Er schrieb bereits Gedichte und jobbte als Bauarbeiter und Möbelpacker. In den Achtzigern begann er als Journalist zu arbeiten, unter anderem für San Francisco Chronicle und US Magazine. Nach einem Burnout mit 35 gründete er zusammen mit Bruce Isaacson  1986 in San Francisco den Verlag Zeitgeist-Press. Bis zu seinem Tod 1997 gehörte er den so genannten San Francisco Barbarians an – einer Gruppe von Lyrikern und Spoken-Word-Dichtern, die regelmäßig im Cafe Babar auftraten.
Zu Lebzeiten erschienen vier rasch vergriffene Gedichtbände von ihm, posthum folgten eine Sammlung ausgewählter und bis dahin unpublizierter Gedichte sowie eine CD mit Originalaufnahmen von Lesungen.
Man bezeichnete Lerner als „Ezra Pound des Untergrunds“. Seine oft mit wilden, assoziativen Schleifen einsetzenden Gedichte, schreibt Jeffrey McDaniel, seien „wendig und voller Kicks. Eher Kung-Fu als Sumo.“
Eines der  bekanntesten Gedichte Lerners trägt im Original den Titel „Mein Kampf“ und gleicht einem vehementen Bekenntnis des Autors zur Poesie, insbesondere zur Untergrund-Lyrik, während er dem literarischen Mainstream eine Absage erteilt.
| Amerikanische Originalfassung | Deutsche Fassung von Ron Winkler |
| --- | --- |
| I’d rather sell arms to the Martians than wait sullenly for a letter from some diseased clown with a three-piece mind telling me that I’ve won a bullet-proof pair of rose-colored glasses for my poem »Autumn in the Spring« ... | ich würde eher waffen an marsmenschen verkaufen als verbissen auf den brief eines kranken clowns mit einem dreigeteilten bewusstsein warten der mir erzählt, dass ich eine kugelsichere rosa brille für mein gedicht »Herbst im Frühling« gewonnen habe ... |

Die Mission seiner Dichtung  sah er nach eigenen Worten darin, »einen kirschroten Mercedes Benz mitten in die Hölle zu fahren und eine Wette auf Gott abzuschließen«. Lerner starb 1997 an einer Überdosis Heroin und hinterließ Tausende von Manuskriptseiten und Briefe. Er wurde erstmals von Ron Winkler ins Deutsche übersetzt und ist in der österreichischen Zeitschrift Lichtungen und als Buchausgabe im Verlag poetenladen erschienen.

## Werke
- I Want a New Gun. Gedichte. Zeitgeist-Press, Las Vegas 1988. ISBN 0-929-73003-8. (Zweite Auflage von 2006)
- Why Rimbaud Went to Africa. Gedichte. Zeitgeist-Press, Las Vegas 1990. ISBN 0-929-73012-7.
- The American Book Of The Dead. Gedichte. Grace St. Press, San Francisco 1990.
- Pray Like the Hunted. Gedichte. Zeitgeist-Press, Las Vegas 1992. ISBN 0-929-73038-0.
- The Last Five Miles to Grace. Ausgewählte und neue Gedichte. Zeitgeist-Press, Las Vegas 2005. ISBN 0-929-73072-0.
- Die anmutige Kurve eines Marschflugkörpers. Ausgewählte Gedichte. Übersetzt von Ron Winkler. poetenladen, Leipzig 2008. ISBN 978-3-940691-04-0.